# Promoe
Promoe (de son vrai nom Nils Mårten Ed) est un rappeur suédois né le 28 avril 1976 et membre du groupe Looptroop Rockers, formé en 1992 à Västerås. Il est aussi végan, c'est-à-dire qu'il refuse l'exploitation animale et ne mange pas de produits animaux (œufs, produits laitiers, poisson, viande) comme il le dit dans ses textes (Long Distance Runner et Fast food world).

## Discographie
- Government Music (2001)
- Long Distance Runner (2004)
- White Man's Burden (2006)
- Standard Bearer (2007)
- Kråksången (2009)
- Bondfångeri (Mixtape 2009)